# Hudičeva brigada (film)
Hudičeva brigada (izvirno angleško The Devil's Brigade) je ameriški vojni film režiserja Andrewa McLaglena iz leta 1968.

## Zgodba
Zgodba je sorodna filmu Dvanajst žigosanih (The Dirty Dozen) iz leta 1967.
Boren začetek
Polkovnik Robert T. Frederick poleti leta 1942 prileti v Anglijo, kjer mu Lord Mountbatten razloži nov načrt - ustanovitev Prve specialne enote. Slednjo po ideji Mountbattena začne voditi kar sam Robert T. Frederick. Ko polkovnik prispe v Fort Harrison, tam najde zapuščen vojaški kamp in majorja Cliffa Brickerja, ki je velik pristaš kač. Polkovnik si izbere svojo pisarno in naroči majorju, naj malce uredi kamp.
V desetih dneh pripotujejo z vlakom prvi rekruti. Z njim so od samega začetka same težave, saj polkovnik Frederick razočarano ugotovi, da gre za ameriške zapornike. Še posebej vročekrven je Rockwell 'Rocky' Rockman. Takoj po prihodu se celo dogodi pretep, ki ga za kuliso uporabi Omar Greco, ki poskusi pobegniti in se skrije na strop vlaka. Na njegovo žalost ga opazi eden izmed oficirjev in zaključi njegov pobeg. Oficirji neubogljive zapornike postrojijo in jih odpeljejo v kamp. Na poti pa se neopazno prikrade nov vojak (kasneje je podano njegovo ime - Ransom) in se pridruži ostalim.
V kampu se vojaki posedejo na travo. Ena skupina igra karte in denar dobiva zgolj eden izmed kvartopircev, kar zelo razhudi Rockyja Rockmana. Na drugi strani kampa se spoznata Omar Greco in Bronco Billy Guthrie (igra ga Bill Fletcher), ki preučujeta možnosti za pobeg. Med drugim razkaže Omar Greco Broncu svoje akrobatske sposobnosti. V kamp prispe prva pošiljka mesa, lesa in ostalih življenjskih potrebščin. Kmalu zatem se zgodi še en pretep, vnovič zaradi vročekrvnosti Rockya Rockmana.
Prihod Kanadčanov
Pretep se hitro poleže, saj ameriški zaporniki zaslišijo zvok dud in udarjanje bobnov, ki ga povzroča strumno korakanje kanadskih vojakov, ki jim poveljuje major Alan Crown. Uvodni govor ima polkovnik Frederick, ki možem razloži, da gre za najboljšo vojaško enoto in da želi, da bi izuril može, ki bi dali v boju vse od sebe.
Kaj hitro se pokaže veliko nasprotje med ponosnimi in usklajenimi Kanadčani in razglašenimi ter nediscipliniranimi Američani. Pojavijo se prva trenja, ki jih vselej začenjajo izzivalni Američani, ponosnim Kanadčanom pa major Crown ne dovoli biti nesramen. Najbolj na udaru Američanov je predvsem desetnik Wilfrid Peacock.
V Frederickovo pisarno pride Theodore Ransom, ki je pobegnil iz kampa Gillam zaradi spora s častnikom glede nekega dekleta. Ransom obljubi zvestobo Fredericku in se pridruži ostalim vojakom pri večerji. Nanjo povsem razburjen pride major Cliff Bricker, ki so mu ukradli njegovo klopotačo. Predloga majorja Crowna, da bi vsakršen prekršek Američanov strogo kaznovali, polkovnik Frederick ne potrdi.
Pred spanjem nastane nov velik prepir. Ko se Kanadčan Henri Laurent (igra ga Jean-Paul Vignon) uleže na pograd, se slednja sesede. Potem pa kanadski desetnik Peacock najde klopotačaklopotačo majorja Brickerja v svoji postelji.
Usposabljanje
Naslednji dan odidejo vojaki na pohod, dolg 50 km. Med pohodom so nosili nahrbtnike, polne težkih kamnov, saj je polkovnik Frederick želel, da bi razmere bile vsaj malo podobne tistim v vojni. Eden izmed ameriških vojakov ne zdrži več bremena, nakar mu drugi zatlači velikanski kamen v nahrbtnik, kar bučno pozdravijo kanadski vojaki. Polkovnik med malico ugotovi, da so Kanadčani vrhunsko pripravljeni.
Na koncu pohoda morajo vojaki zadnjo ravnino prehoditi s pospešenim korakom, čemur sledi končni šprint (z nahrbtniki, polnimi kamnov). V fotofinišu Omar Greco za las prehiti Henrija Laurenta, česar se razveselijo ameriški vojaki. Za nagrado prejme Greco od Ransoma cigaro.
Ponoči se pogovorita Omar Greco in Bronco Guthrie o njunem nameravanem pobegu. Bronc s težavo sprejme dejstvo, da Omar Greco ne želi več pobegniti, ker bi, če bi ga ujeli, pristal v dosmrtni ječi. Greco tako razočaranemu Broncu ponudi cigaro v zameno.
Ponoči pa tudi pride major Crown na obisk k polkovniku Fredericku, ki ga pečejo stopala po pohodu. Polkovnik zavrne majorjevo darilo - tekočino proti bolečini stopal. Major nato predlaga, da bi lahko kanadski vojaki ameriške kaj naučili, saj so se bojevali že pri Dunkerqu, polkovnik pa ga zavrne, češ da bi bilo to možno, če bi pri Dunkerqu zmagali, pa so izgubili.
Naslednji dan sledi pravi trening - vojaki plezajo, se plazijo po ceveh in se tudi vlačijo po vrveh kakih pet metrov nad zemljo. Medtem ko se Peacock vlači po vrvi, mu Rocky Rockman prereže vrv, tako da Peacock pade v mlako blata. Pri večerji se vojakom pridruži narednik Patrick O'Neill, inštruktor za bližnji boj (igra ga Jeremy Slate), ki povsem sprovocira Rockya Rockmana in vojakom pokaže svoje spretnosti. Naslednji dan Patrick O'Neill uči može bližnjega boja, ki se ga vojaki hitro navzamejo. Med drugim tudi major Crown razkaže majorju Brickerju svoje boksarske spretnosti.
Inštrukcijam iz bližnjega boja sledijo priprave na snegu, kjer so bistveno boljši Kanadčani. Kljub temu pa polkovnik obojim dodeli prost vikend zaradi prizadevnosti na usposabljanjih. Med prostim vikendom zaidejo možje v gostilno. Rockyu Rockmanu punco spelje Peacock, zaradi česar se želi s Peacockom stepsti. Nenadoma pa v gostilno stopijo prevzetni domačini, ki nesramno prevzamejo Kanadčanom pijače in ženske. Nato k domačinom pristopi Ransom, ki želi pojasniti situacijo, a ga najglasnejši domačin udari v obraz. Razplamti se pretep, ki ga ne ustavijo niti policaji. Vsesplošno razbijanje steklenic in šip se konča s prihodom v Fort Harrison, kjer jih pričaka strogi polkovnik Frederick.
Razočaranje
Naslednji dan prejmejo vsi vojaki rdeče baretke in odvija se množično fotografiranje. Med drugim se vojaki postrojijo in korakajo naokoli po travniku. Vmes prejme polkovnik Frederick telefonski klic iz Washingtona, od koder mu sporočijo, da bodo celoten projekt odpovedali in može preusmerili drugam. Bridko razočarani Frederick tako odide v Washington, da bi tamkajšnje uradnike prepričal o nasprotnem. Možje zato dobijo 10 dni prosto.
Polkovnik Frederick ne uspe na prvi birokratski oviri, zato se napoti k drugi - h generalu Cullenu. V njegovi čakalnici tako presedi več kot tri ure, da bi ga lahko srečal in se z njim pogovoril. Medtem ostali vojaki v kampu preživljajo božič s kartanjem, nekateri odpotujejo domov, drugi pa doma sploh nimajo, zato ostanejo v kampu.
V čakalnici generala Cullena polkovnik Frederick čaka na prihod generala, dokler ne pokliče tajnico sam general in pove, da ga ne bo v pisarno. Polkovniku prek telefona sporoči, da pozna njegov problem, da pa ne more storiti ničesar. Polkovnik tako že resignirano odide iz čakalnice, nakar ga preseneti tajnica, ki mu prinese telegram generala Walterja Naylorja, v katerem pravi, da naj gre h generalu Maxwellu Hunterju (igra ga Carroll O'Connor) in generalu Marku Clarku (igra ga Michael Rennie). Pri slednjima polkovnik prejme na veliko neodobravanje generala Hunterja svojo prvo nalogo - zavzetje San Elia.
San Elia
Polkovnik med izvidniškim letom okoli italijanske utrdbe San Elia leti zelo nizko in s tem opravi precej tvegan in nevaren let. To mu zameri spet general Hunter, ki polkovnikovemu predlogu, da bi vojaki prepotovali 5 km v ledeno mrzli vodi, da bi utrdbo zavzeli, izrazi hudo nezaupanje. Kljub dvomom mu general dovoli, da akcijo izvedejo in jim naroči, da pripeljejo vsaj nekaj ujetnikov.
Prva akcija se tako začne v ledeno mrzli vodi, ki teče v smeri proti mestu San Elia. Najprej spretni Omar Greco onesposobi dva vojaka, ki stražita na polici nad reko, nato pa celotno brigado prestraši poštar, ki urinira tik pred glavo polkovnika Fredericka. Medtem ko vojaki Hudičeve brigade tiho in na skrivaj korakajo v mesto, pa nemški poveljnik uživa v idili zaspanega mesteca in se koplje v kadi. Ko ubijejo še enega stražarja, se prebijejo do sovražnikovih tankov.
Tako onesposobijo še tri stražarje pri tankih in si odprejo pot v mesto. Ko se naučijo še frazo: 'Tiho, sicer si mrtev.' v nemščini, se njihov pohod po mestu začne. Ker zajamejo dva stražarja sredi mesta in nato pride njihov poveljnik ter opazi, da obeh stražarjev ni, se slednji zelo razjezi. Z enoto koraka po mestu, a mu vojaki Hudičeve brigade vzemajo enega vojaka za drugim. Tako na koncu poveljnik koraka sam in z lahkoto ga ujamejo in vržejo med ujetnike. Kmalu najdejo neko luknjo in vanjo vržejo vse ujetnike, ki jih zdaj ni več prav malo.
Med krmljenjem svojih ptičev in britjem nemški poveljnik ne zasluti, da je nekaj narobe. Zato pa slednje hitreje opazijo vojaki, ki jih Američani in Kanadčani zajamejo med tuširanjem. Po zavzetju nekega pomembnejšega nemškega vojaka in celo avta s tremi nemškimi vojaki pa sledi manjši spodrsljaj - Nemci ujamejo Wilfrida Peacocka in Rockya Rockmana, ki jih tudi mučijo, da bi iz njih izvlekli kaj informacij. Na srečo privede Peacock še Patricka O'Neilla s sabo, tako da z lahkoto primejo sovražne vojake. 
Manj sreče ima Hugh MacDonald, ki ima nalogo stražiti pri tankih. Odkrije ga namreč neki nemški vojak in v bližnjem boju ga zabode v levo roko. Zatem njegovi sovojaki odpeljejo tanke na glavni mestni trg, kjer presenetijo nemškega poveljnika, ki osupel sprevidi, kaj se je zgodilo.
General Hunter je seveda navdušen nad rezultatom, ki mu ga je prinesel polkovnik Frederick in njegova brigada. Njemu in majorjema Brickerju in Crownu ponudi pijačo, a ga polkovnik Frederick zavrne in mu reče, naj general raje pripelje dvanajst zabojev pijače za vojake. General tako res naroči dvanajst zabojev pijače za vojake, ki uspeh proslavljajo dolgo v noč. Med drugim tudi zapojejo pesem polkovniku, ki ima ravno tisti dan rojstni dan. Poleg pijače pa si vojaki priskrbijo še polno mizo dobrot - mesa, kruha, salame, šunke, ...
Med proslavo major Crown pove, kaj so o njih govorili Nemci. Še največji poklon jim je namreč izrekel njihov poveljnik, ki jih je imenoval Hudičeva brigada. 
Difensa
Med proslavo k polkovniku pristopita generala Hunter in Clark. Zanj imata novo nalogo - zavzetje gore Difensa pri Rimu. Slednjo z vseh strani obkrožajo planine in je Američani nikakor ne uspejo zavzeti.

## Vloge
- William Holden - polkovnik Robert T. Frederick
- Cliff Robertson - major Alan Crown
- Vince Edwards - major Cliff Bricker
- Andrew Prine - desetnik Theodore Ransom
- Jeremy Slate - vodnik Dermot 'Pat' O'Neill
- Claude Akins - desetnik Rockwell 'Rocky' Rockman
- Carroll O'Connor - generalmajor Hunter
- Jack Watson - naddesetnik Wilfrid Peacock
- Dana Andrews - generalpodpolkovnik Walter Naylor
- Richard Jaeckel - desetnik Omar Greco
- Richard Dawson - desetnik Hugh MacDonald
- Tom Troupe - desetnik Al Manella
- Paul Hornung - drvar
- Gene Fullmer - točaj

## Zanimivosti
Pokojni igralec Richard Jaeckel je igral v obeh omenjenih filmih, v Dvanajst žigosanih in v Hudičevi bridadi. V obeh filmih je bil njegov lik desetnik.